# Avtoceste na Hrvaškem
Po podatkih iz leta 2015 ima Hrvaška 1325 km izgrajenih avtocest. Manjši del hrvaškega avtocestnega omrežja (odseka Zagreb–Karlovec in Zagreb–Slavonski Brod) je bil zgrajen v 70. in 80. letih v tedanji Jugoslaviji, medtem ko se je intenzivnejša gradnja začela po hrvaški osamosvojitvi. 
Hrvaški zakon definira avtocesto kot cesto, rezervirano za motorna vozila, s fizično ločenima voznima pasovoma, z vsaj po dvema prometnima pasovoma in odstavnim pasom za vsako smer, z izvennivojskimi križanji, s priključki, urejenimi s pospeševalnimi in zaviralnimi pasovi, ter najmanjšo dovoljeno hitrostjo 80 km/h. Omejitev hitrosti na hrvaških avtocestah je 130 km/h. 
Avtoceste so označene s črko A (autocesta), ki ji sledi eno- ali dvomestna številka. Državne ceste so označene s črko D (državna cesta) in z eno- do tromestno številko, regionalne ceste pa so označene z Ž (županijska cesta) in štirimestno številko. Najnižje oznake vključujejo lokalne ceste, s črko L (lokalna cesta) in petmestno številko.
Večina avtocest pripada državnemu podjetju Hrvatske autoceste, z nekaterimi izjemami: 
- del A1 (Zagreb–Bosiljevo 1), A6 in A7 upravlja družba Autocesta Rijeka–Zagreb,
- A2 upravlja družba Autocesta Zagreb–Macelj,
- A8 in A9 upravlja družba BINA Istra.[3]

Za večino avtocest je treba plačati cestnino. 

## Seznam avtocest
| Oznaka                  | Neuradni naziv                | Potek | Dolžina (načrtovana) |
| ----------------------- | ----------------------------- | --- | -------------------- |
| A1                      | Jadranska avtocesta Dalmatina | Zagreb (razcep Lučko, A3)–Karlovec–Bosiljevo–Split–Ploče–Ston–Dubrovnik                                                                        | 483 km (554 km)      |
| A2                      | Zagorska avtocesta            | mejni prehod Macelj (Gruškovje, meja s Slovenijo)–Trakošćan–Krapina–Zagreb (razcep Jankomir, A3)                                               | 61 km                |
| A3                      | Posavska avtocesta            | mejni prehod Bregana (Obrežje, meja s Slovenijo)–Zagreb–Slavonski Brod–mejni prehod Bajakovo (meja s Srbijo)                                   | 307 km               |
| A4                      | Varaždinska avtocesta         | mejni prehod Goričan (meja z Madžarsko)–Varaždin–Zagreb (razcep Ivanja Reka, A3)                                                               | 97 km                |
| A5                      | Slavonska avtocesta Slavonika | mejni prehod Branjin Vrh (meja z Madžarsko)–Beli Manastir–Osijek–Đakovo–razcep Sredanci (A3)–mejni prehod Svilaj (meja z Bosno in Hercegovino) | 56 km (89 km)        |
| A6                      | Primorsko-goranska avtocesta  | razcep Bosiljevo 2 (A1)–Delnice–Reka (razcep Orehovica, A7)                                                                                    | 82 km                |
| A7                      | Kvarnerska avtocesta          | mejni prehod Rupa (Jelšane, meja s Slovenijo)–Reka–Crikvenica–Senj–razcep Žuta Lokva (A1)                                                      | 42,4 km (103,5 km)   |
| A8                      | Istrski ipsilon               | razcep Kanfanar (A9)–Pazin–Lupoglav–razcep Matulji (A7)                                                                                        | 64 km                |
| A9                      | Istrski ipsilon               | mejni prehod Kaštel (Dragonja, meja s Slovenijo)–razcep Kanfanar (A8)–Pulj                                                                     | 77 km                |
| A10                     | Neretvanska avtocesta         | razcep Metković (A1)- mejni prehod Nova Sela (meja z Bosno in Hercegovino)                                                                     | 3 km                 |
| A11                     | Siška avtocesta               | Zagreb (razcep Jakuševec, A3)–Velika Gorica–Sisak                                                                                              | 32 km (48 km)        |
| Skupna dolžina avtocest | Skupna dolžina avtocest       | Skupna dolžina avtocest | 1413,1 km            |

## Cestnine
Za večino hrvaških avtocest je treba plačati cestnino. Spodaj navedeni odseki imajo zaprti sistem plačila:
- Zagreb–Ploče in Reka–Zagreb (A1 in A6)
- Zagreb–Macelj (A2)
- Zagreb–Lipovac in Beli Manastir–Svilaj (A3 in A5)
- Zagreb–Goričan (A4)
- Predor Učka–Pulj in Umag–Pulj (A8 in A9)
- Velika Gorica–Lekenik (A11)

Avtoceste, ki imajo le čelne cestninske prehode:
- Bregana–Zagreb (A3)
- Rupa–Reka (A7)

Ostale avtoceste se ne plačujejo.